# La Vida Nocturna
La vida nocturna  è un film del 1930 diretto da James Parrott con Stan Laurel e Oliver Hardy (Stanlio e Ollio). La pellicola è la versione spagnola della comica originale Lo sbaglio (Blotto), ed è stata estesa dalla durata originale di 26 minuti a ben 37.

## Trama

Scena del film

Il Signor Laurel (Stanlio) è costretto a rimanere in casa con una moglie che lo assilla, perché sospetta  che il marito trami qualcosa. Stan infatti deve vedersi con il Signor Hardy (Ollio) il quale lo ha invitato a mangiare ad un nuovo pub in città, che avrebbe aperto proprio quella notte. Stanlio allora, dopo dei trucchi non riusciti  con la moglie, escogita un piano, mentre parla al telefono con Ollio (che lo ha chiamato per ricordagli l'impegno), si scrive una lettera falsa, nella quale gli è comunicata una richiesta urgente: recarsi nel suo ufficio per compiere lavori straordinari. Purtroppo la moglie ascolta la conversazione telefonica dei due e così, dato che Stanlio avrebbe dovuto rubare una bottiglia di vino per berla con Ollio al pub, la Signora Laurel infila vari ingredienti nella bottiglia di vino, in modo che Stanlio e Ollio ad un certo punto della serata si sentano male, e così lei aspetta il momento giusto per recarsi al pub per avere la sua vendetta. 
Intanto i due amici, mentre trascorre la nottata al pub, ne combinano di tutti i colori, fino a ridere a crepapelle per la falsa sbornia. La moglie  irrompe nel pub con la doppietta e insegue i due che fuggono terrorizzati.

## Differenze dalla versione originale
La versione originale del film presenta due differenze rispetto a quella spagnola:
- Stanlio e Ollio, già ubriachi, ammirano una danzatrice che si esibisce al centro del pub. Al termine una ragazza accompagnata da un pianista tenta di mettere in scena dei piccoli giochi di prestigio. Ma, essendo impacciata, fa ridere tutti i clienti. Ollio chiede di seguito a Stanlio di mettere altro whisky nel suo bicchiere, ma l'amico, non dirigendo bene lo spruzzo del contenitore, annaffia tutte le parti basse di Ollio, distratto a vedere delle belle ragazze. Oltre ad aver sporcato il vestito ad Ollio, Stanlio ha anche annacquato tutta la sedia dell'amico che, vedendo un tavolo vuoto, scambia la sua con la prima che trova. Poco dopo in quel tavolo due signori si siedono e la donna poggia il suo posteriore sulla sedia bagnata. Credendo di avere problemi con il pube, la donna molto imbarazzata corre in bagno a cambiarsi.
- Un cantante fa commuovere con le sue tristi melodie Stanlio e Ollio, che scoppiano entrambi in pianto. Dopodiché, i due amici, ormai completamente sbronzi, incominciano a cantare a squarciagola, facendo ammutolire e infastidire tutti i clienti. Giunge il capo cameriere che, con un colpo in testa a Stanlio e Ollio, li zittisce entrambi. Una nuova ballerina, questa volta proveniente dall'Arabia Saudita, imperversa con le due danze nel pub, finché il filo della commedia non riprende con le scene previste nella sceneggiatura.

Inoltre all'inizio del film, quando la moglie si arrabbia perché Stanlio gira a vuoto nel salone, Laurel chiede di voler prendere una boccata d'aria. La moglie, intuendo che il marito vuole scappare per combinarne una delle sue, gli sventola il ventilatore in faccia.